# Óriás selyemgomba
Az óriás selyemgomba (Amanita ceciliae) a galócafélék családjába tartozó, az északi féltekén elterjedt, csak hőkezelés után fogyasztható gombafaj.

## Megjelenése
Az óriás selyemgomba kalapja 10–12 cm (ritkán 20 cm) átmérőjű, húsos, kezdetben félgömb, majd tojásdad alakú, kifejletten laposan szétterülő, közepén kissé púpos. Felszíne sima, kissé nyálkás, széle erősen bordázott, gyakran berepedezett. Szürkés- vagy sárgásbarna színű, esetleg némi olívazöldes árnyalattal. A kalapon a burokból megmaradó, szürke, szabálytalan, letörölhető pettyek láthatóak. Húsa közepesen puha, idősen törékennyé válik; fehér vagy szürkés színű, törve nem színeződik, ízetlen.
Lemezei sűrűn állnak, nem nőnek a tönkhöz. Fiatalon fehérek, később szürkés árnyalatúak. Spórája fehér, gömb alakú, 10,2–11,7  mikrométeres.
Tönkje 12–20 cm hosszú, 1,5-2,5 cm vastag, karcsú, fölfelé egyenletesen vékonyodik. Belül üreges. Színe szürkésfhér, rajta pelyhes vagy kígyóbőrszerű mintázattal. Gallérja nincs. Bocskora nincs vagy egészen kicsi, sötétszürke, a tönk tövében egy vagy több széttörhető örvet alkot. 

### Hasonló fajok
Hasonlít az ehető szürke galócára, de az gallért visel, esetleg összetéveszthető a piruló galócával.

## Elterjedése és termőhelye
Európában és Észak-Amerikában honos. Iránba, Kasmírba és Japánba feltehetően behurcolták. Magyarországon ritka.
Lomberdőkben (nagyon ritkán fenyvesekben), főleg tölgyek és bükkök alatt terem májustól októberig. A meszes vagy semleges kémhatású talajt részesíti előnyben.
Csak alaposan megfőzve fogyasztható.

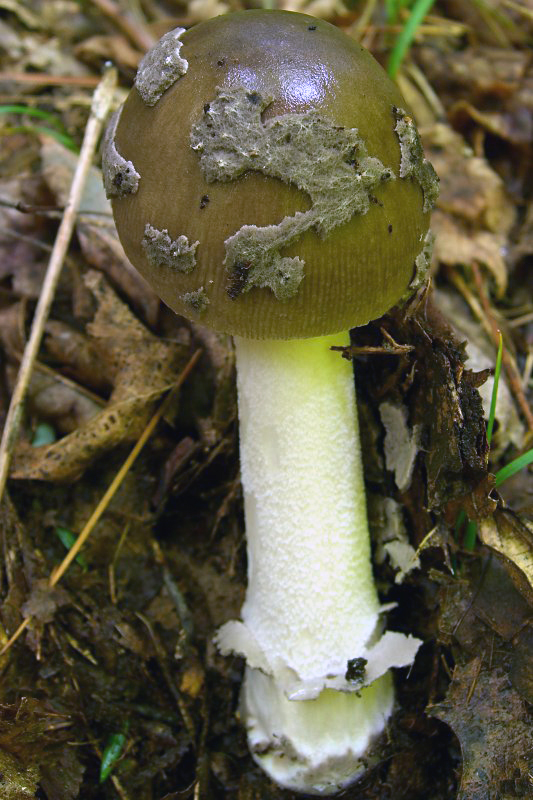
Fiatal selyemgomba
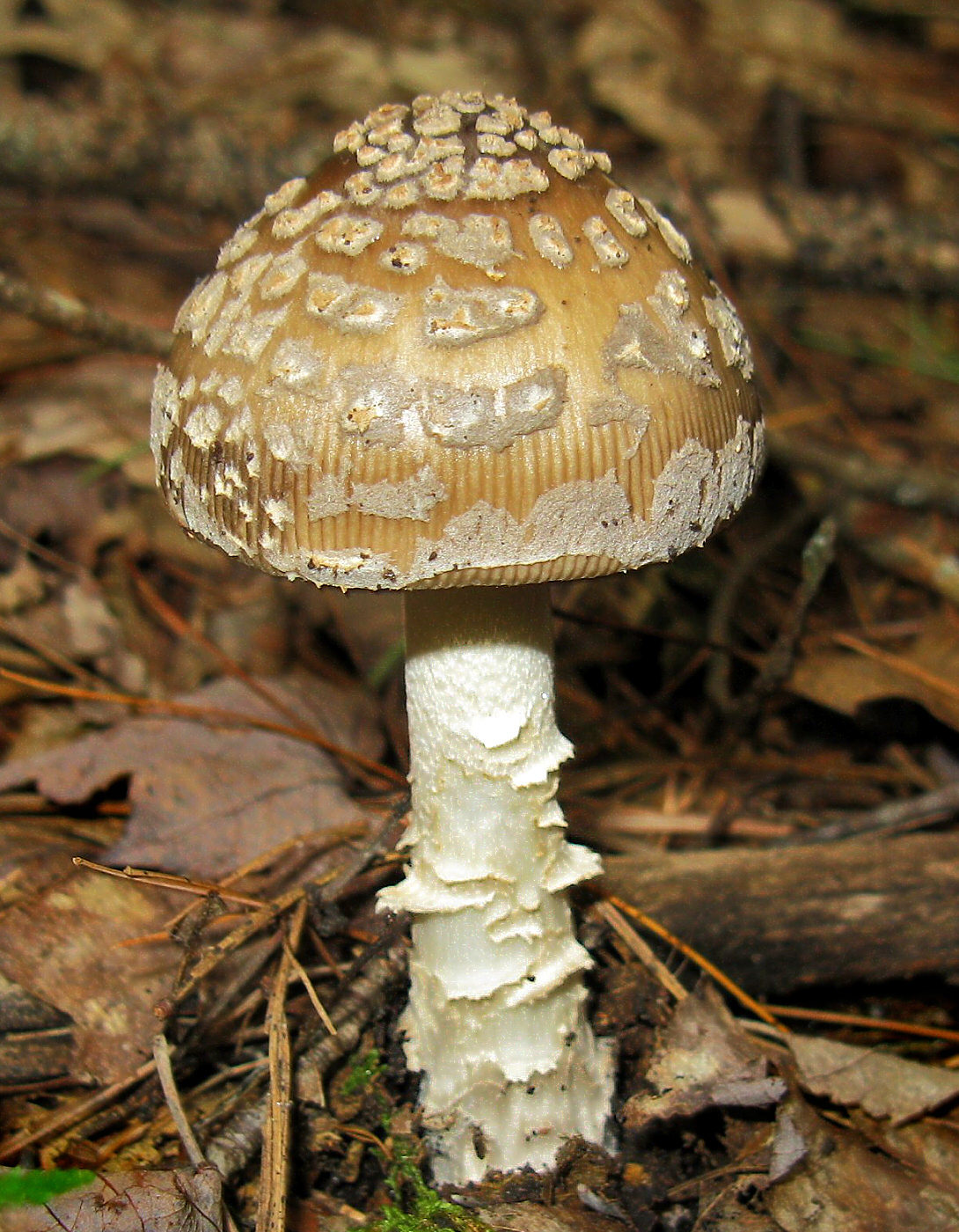
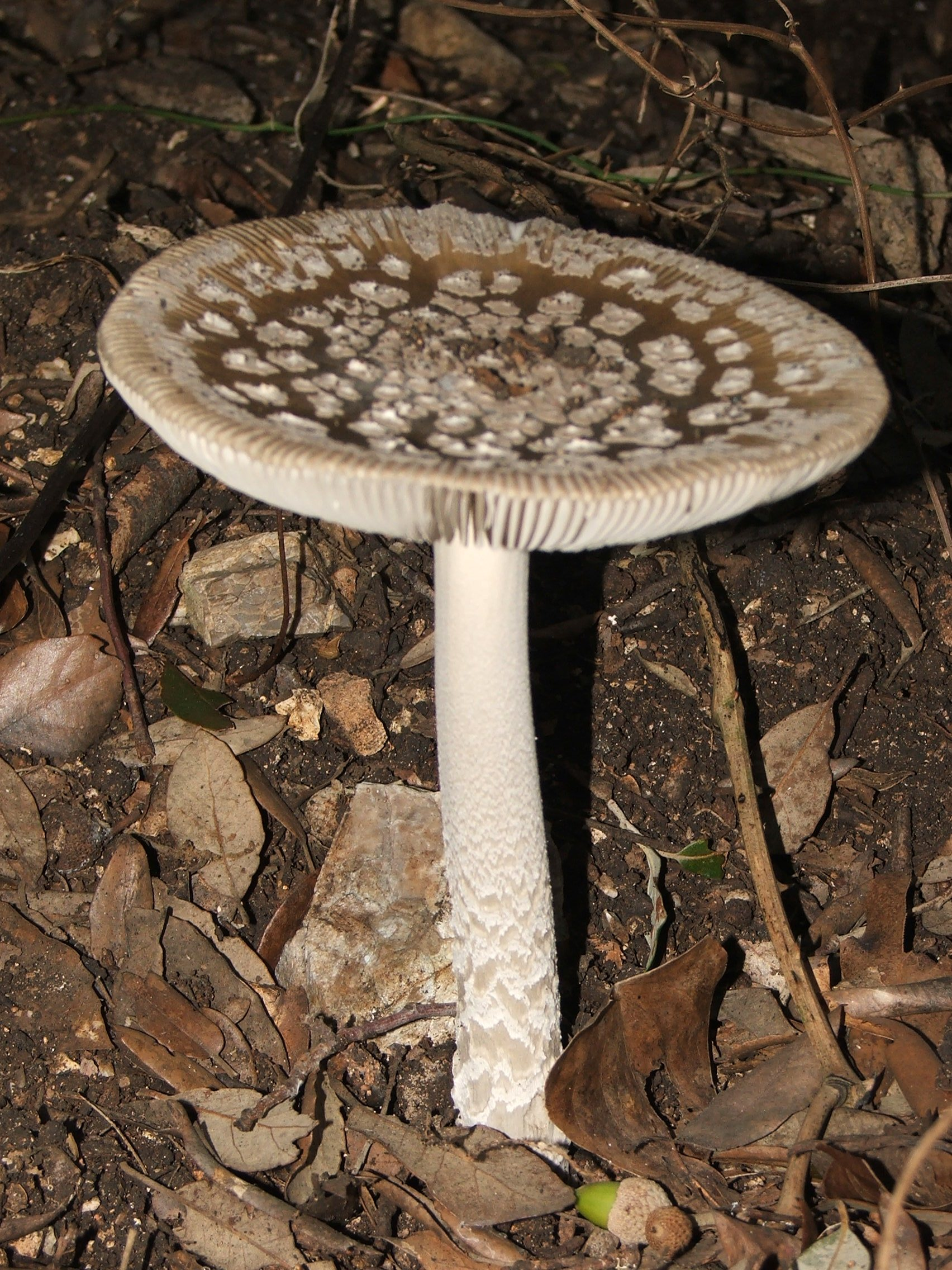
Idős példány
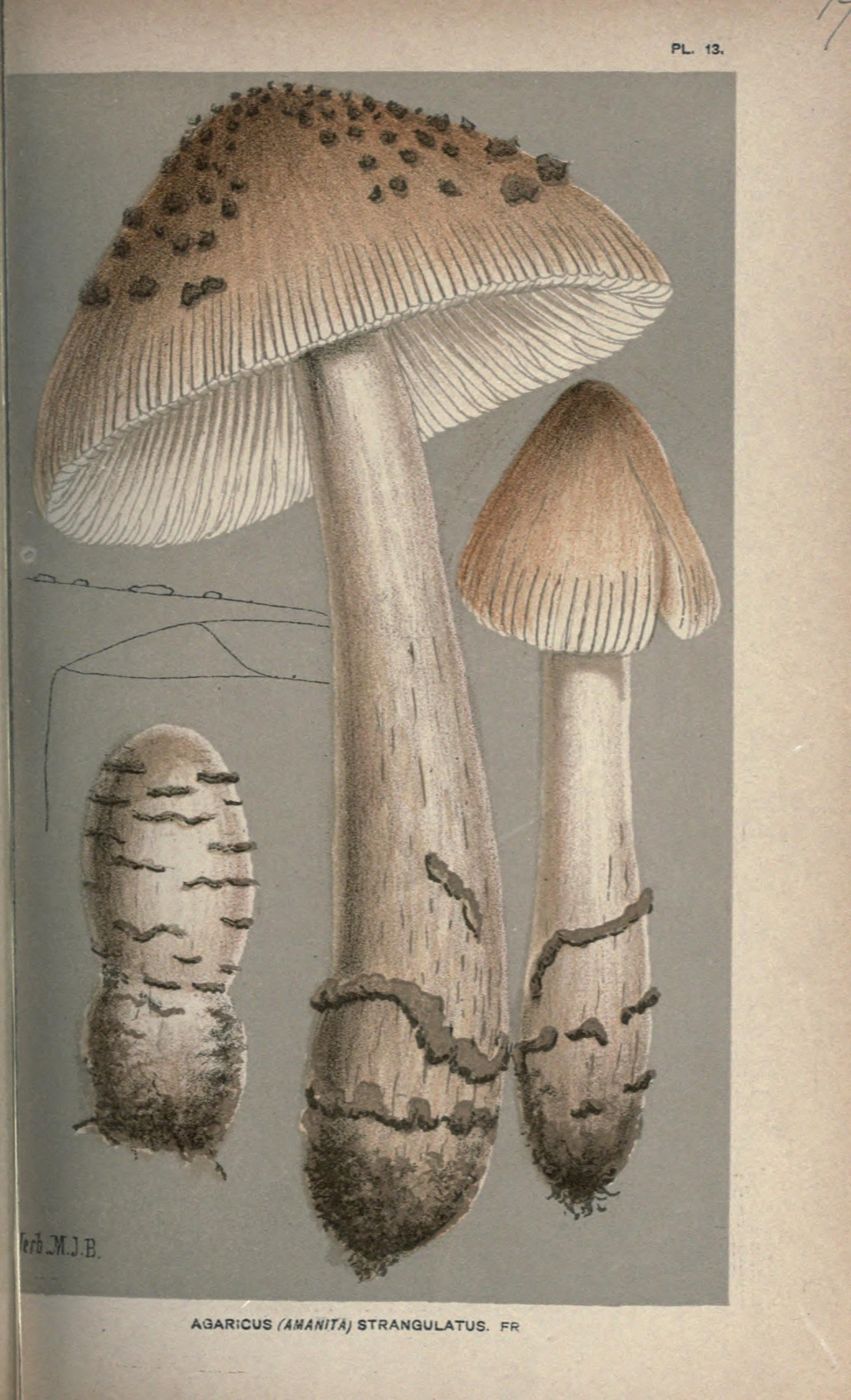
Az 1891-es Handbook of British Fungi-ban